# Trichodectidae
Trichodectidae – rodzina skórnych pasożytów ssaków należących do rzędu Phthiraptera. Powodują chorobę zwaną wszołowicą. Dawniej nazywane wszołami.
Trichodectidae stanowią rodzinę składającą się obecnie z 20 rodzajów.
Najważniejszymi rodzajami są:
- Bovicola
  - Bovicola bovis - pasożyt bydła
  - Bovicola ovis - pasożyt owiec
  - Bovicola caprae
- Felicola
  - Felicola subrostratus - pasożyt kotów
- Geomydoecus
- Neotrichodectes
- Thomomydoecus
- Trichodectes
  - Trichodectes canis - pasożyt psów
- Werneckiella
  - Wernieckiella equi